# Municipio de Brownstown (Míchigan)
El municipio de Brownstown (en inglés: Brownstown Township) es un municipio ubicado en el condado de Wayne en el estado estadounidense de Míchigan. En el año 2010 tenía una población de 30627 habitantes y una densidad poblacional de 385,93 personas por km².

## Geografía
El municipio de Brownstown se encuentra ubicado en las coordenadas 42°6′34″N 83°13′45″O / 42.10944, -83.22917. Según la Oficina del Censo de los Estados Unidos, el municipio tiene una superficie total de 79.36 km², de la cual 57.47 km² corresponden a tierra firme y (27.58%) 21.89 km² es agua.

## Demografía
Según el censo de 2010, había 30627 personas residiendo en el municipio de Brownstown. La densidad de población era de 385,93 hab./km². De los 30627 habitantes, el municipio de Brownstown estaba compuesto por el 82.36% blancos, el 8.62% eran afroamericanos, el 0.43% eran amerindios, el 5.19% eran asiáticos, el 0.01% eran isleños del Pacífico, el 1.31% eran de otras razas y el 2.08% pertenecían a dos o más razas. Del total de la población el 5.2% eran hispanos o latinos de cualquier raza.